# Temptation Box
Albums de Scandal
BEST★SCANDAL
(2009) Baby Action
(2011)
Singles
1. Shunkan Sentimental
Sortie : 3 février 2010
2. Taiyou To Kimi Ga Egaku STORY
Sortie : 2 juin 2010
3. Namida no Regret
Sortie : 28 juillet 2010

Temptation Box (stylisé TEMPTATION BOX) est le deuxième album studio du groupe japonais Scandal sorti le 11 août 2010 via le label Epic Records Japan. L'album sort en France le 3 novembre 2010 via le label Wasabi Records, .
L'album fait ses débuts à la 3e position dans les charts japonais avec 34 946 exemplaires vendus. Au Japan Hot 100, l'album se classe à la 4e position avec 60 301 exemplaires écoulés au Japon.

## Singles
Le premier single de l'album s'intitule Shunkan Sentimental et sort le 3 février 2010, la chanson est choisie pour figurer dans le générique de fin de l'anime Fullmetal Alchemist. Le single atteint la 7e position à l'Oricon et y reste classé durant 13 semaines, 32 624 d'unités sont écoulés. Grâce au téléchargement numérique, le single est certifié disque d'or par la Recording Industry Association of Japan dépassant les 100 000 exemplaires vendus au mois d'avril 2010.
Taiyou To Kimi Ga Egaku STORY est le second single publié, et sort le 2 juin 2010. Le single débute à la 10e position  à l'Oricon avec 12 359 exemplaires vendus. Au Billboard, via le Hot 100, le single atteint la 22e place et la 12e au Hot Singles.
Scandal reçoit à la télévision chinoise (RTHK) le troisième prix pour avoir atteint la première position à Hong Kong pour une chanson de j-pop. Namida no Regret sort le 28 juillet en tant que troisième single de l'album, une ballade qui débute à la 14e place à l'Oricon, à la 27e au Japan Hot 100 et à la 19e au Singles Hot, totalisant 9 304 exemplaires vendus.

### Charts
| # | Single                        | Oricon | Oricon | Japan Hot 100 | Japan Hot 100 | Total  |
| # | Single                        | Ventes | #      | Ventes        | #             | Total  |
| - | ----------------------------- | ------ | ------ | ------------- | ------------- | ------ |
| 1 | Shunkan Sentimental           | 16 672 | 7e     | 15 952        | 17e           | 32 624 |
| 2 | Taiyou To Kimi Ga Egaku STORY | 12 359 | 10e    | —             | 22e           | —      |
| 3 | Namida no Regret              | —      | 14e    | —             | 27e           | 9 304  |

## Liste des titres
| No  | Titre                             | Paroles                       | Musique         | Arrangement                    | Durée |
| --- | --------------------------------- | ----------------------------- | --------------- | ------------------------------ | ----- |
| 1.  | Everybody Say Yeah!               | Tomomi Ogawa, Onoe Bun        | Tomohiro Okubo  | Keita Kawaguchi                | 3:43  |
| 2.  | Taijó to kimi ga egaku Story      | Tomomi Ogawa, Tanaka Hidenori | Hidenori Tanaka | Takeshi Fujii, Keita Kawaguchi | 3:57  |
| 3.  | Sunkan Sentimental                | Scandal, Natsumi Kobayashi    | Yuichi Tajika   | Keita Kawaguchi                | 3:44  |
| 4.  | Hōkago1H                          | Tomomi Ogawa, Sarasa Ifu      | Yasuhiro Minami | Yasuhiro Minami                | 4:01  |
| 5.  | Namida no Regret (涙のリグレット) | Hisashi Kondo                 | Miki Watanabe   | Miki Watanabe                  | 5:12  |
| 6.  | Hi-Hi-Hi                          | Tomomi Ogawa                  | Yuichi Tajika   | Keita Kawaguchi                | 3:13  |
| 7.  | Shōjo M (少女M)                   | Yuichi Tajika, Mami Sasazaki  | Yuichi Tajika   | Keita Kawaguchi, Yuichi Tajika | 3:55  |
| 8.  | GIRLism                           | Tomomi Ogawa, Onoe Bun        | Tomohiro Okubo  | Tomohiro Okubo                 | 2:52  |
| 9.  | Playboy Part II                   | Rina Suzuki                   | Tadashi Tsukida | Keita Kawaguchi                | 4:20  |
| 10. | Hello! Hello!                     | Tomomi Ogawa, Hidenori Tanaka | Hidenori Tanaka | Keita Kawaguchi                | 4:28  |
| 11. | Aitai (会いたい)                  | Haruna Ono, Onoe Bun          | Tomohiro Okubo  | Tomohiro Okubo                 | 5:02  |
| 12. | Sayonara My Friend                | Tomomi Ogawa, Inui Hiroshi    | Inui Hiroshi    | Keita Kawaguchi                | 4:30  |

## Composition du groupe
- Haruna Ono - guitare, chants (principal)
- Tomomi Ogawa - basse, chants (2e voix)
- Mami Sasazaki - guitare solo, chants (3e voix)
- Rina Suzuki - batterie, chants (4e voix)